# Китанчево
Китанчево е село в Североизточна България. То се намира в община Исперих, област Разград.

## География
Намира се на 6 км североизточно от гр. Исперих на пътната артерия Исперих – Дулово – Силистра. Разположено е на равнинна местност между сухите долини от запад на р. Сенкувица, а от Изток на Кересли дере.
През 1933 г. географът Васил Маринов изследва селото и го определя в рамките на антропогеографските граници на Делиормана. Преобладаващата част от населението са българо-мохамедани.

## История
Името на селото за първи път се среща в Османски документи от 1660 година, където се споменава под името Öğüklu. По-старото име на селището е Карасахатлар. Преименувано е на 8 април 1931 г. и към него е присъединена махалата Матовци. Първият Български Християнин Слав Миндов от гр. Разград се заселва в Китанчево през 1885 г. Масово се заселват българи след 1908 година. В старите и новите гробища има еничарски надгробни камъни. В землището на селището са регистрирани 11 тракийски надгробни могили и две антични селища.

## Релеф, географско положение и климат
Китанчево се характеризира с равнинно-хълмист релеф със средна надморска височина 275 метра, а също и с умерено-континентален климат – горещо лято и студена зима. Средната годишна температура е 10,3 °C, абсолютно минимална температура с повторения през 3 – 4 години с минус 25,4 °C. Валежите са по-обилни в сравнение с ограждащите Лудогорието области. Китанчево е разположен на 26,89˚ западна дължина, 43,73˚ северна ширина. Това поставя Китанчево в среден климатичен район на Дунавската равнина. Той се простира паралелно на северния и обхваща средната част на Дунавската равнина. В топлинно отношение по-съществени различия спрямо северния район има главно през лятото, което тук не е толкова горещо. Ветровете над Китанчево са непостоянни, но с преобладаваща посока от запад и северозапад. През лятото те са с дъждоносни облаци от океански произход. Североизточният вятър е сух през лятото и е признак за стабилно, ясно време, а през зимата докарва големи студове и навява сухия сняг на преспи. Северният вятър носи прохлада през лятото, а през зимата сняг.

## Почви
Почвеният тип в преобладаващата част са сивите и тъмносивите горски почви – 61%, а оподзолените черноземни заемат 39% от обработваемата земя. Почвено-климатическата характеристика на Китанчево създава възможност за отглеждането на всички култури на умерения климат.

## Сезони
За района на Китанчево зимата започва на 24.XI. и продължава до 18.III. със средна продължителност от 115 дни. Типичните зимни месеци са декември, януари и февруари. Средната месечна температура за месец декември е 0,9˚С, за месец януари – -0,2˚С, а за месец февруари 0,2˚С. Абсолютно минималните температури на въздуха за зимните месеци за района на Китанчево са: за декември – -23,2˚С, за януари – -23,7˚С, за февруари – -32,4˚С. Средната месечна абсолютно минимална температура за декември е -11,9˚С, за януари – -15,0˚С, за февруари – -14,2˚С. Според средната месечна абсолютно минимална температура за типичния зимен месец – януари зимата за района на Китанчево се характеризира като студена. Сумата на валежите през зимата е 128 мм
За района на Китанчево средната продължителност на пролетта е 52 дни.
В района на Китанчево за начало на лятото се счита 10.V, то продължава до 27.IX. Лятото в Китанчево то продължава 140 дни. Най-топлите летни месеци са юни, юли и август. Средната месечна температура за юни е 19,1˚С, за юли е 21,5˚С, а за август е 21,3˚С.Средната месечна абсолютно максимална температура за месец юни за Китанчево е 36,0˚С, за юли – 37,1˚С, а за август – 40,0˚С. Според средната месечна температура за юли лятото в района на Китанчево се характеризира като горещо. Сумата на валежи през летния период са 225.
За района на Китанчево есента започва на 28.IX. и продължава до 23.XI. Средната месечна температура за месец октомври е 11,8˚С, а за ноември е 6,5˚С. Средната продължителност на есения период за страната е 50 – 60 дни, а за Китанчево – 57 дни. Сумата на валежите за месец октомври е по-ниска от 40 мм и не е достатъчна за сеитба на зимни посиви и за дълбока оран.

## Растителен и животински свят
Растителното разнообразие в горския фонд на община Китанчево включва над 40 дървесни вида, в т.ч. 4 иглолистни, над 20 храстови вида и над 100бр. тревни растителни видове. Средногодишното залесяване възлиза на над 900 декара главно с местни устойчиви широколистни дървесни видове, каквито са цера, дъба, сребролистната липа, ясен, явор и др. Залесяването включва и някои чужди видове – червения американски дъб, унгарската акация и различни клонове хибридни тополи. В горите на Китанчево се срещат различни видове едър и дребен дивеч. За едрия дивеч това са благороден елен, сърна, дива свиня, за дребния дивеч, най-характерните видове са див заек, фазан, яребица и дива патица. През различните сезони се срещат и пролетни видове, какъвто е пъдпъдъкът. От хищниците се срещат лисица, чакал и вълк, а от тревопасните дива коза.